# Eastry
Eastry est un village et une paroisse civile du Kent, en Angleterre. Il est situé dans l'est du comté, à 4 km au sud-ouest de la ville de Sandwich. Administrativement, il relève du district de Dover. Au recensement de 2011, il comptait 2 492 habitants.

## Étymologie
Eastry est un nom d'origine vieil-anglaise désignant une région ou un district (*gē) situé à l'est (ēastor). Il est attesté au IXe siècle sous la forme Eastorege. Dans le Domesday Book, compilé en 1086, le manoir d'Eastry est désigné sous la forme Estrei.

## Patrimoine
L'église paroissiale d'Eastry, dédiée à la Vierge Marie, remonte au XIIe siècle, le gros du bâtiment ayant été construit au XIIIe siècle et rénové au XIXe siècle. Elle constitue un monument classé de grade I depuis 1963.